# 15107 Toepperwein
A 15107 Toepperwein (ideiglenes jelöléssel 2000 CR49) a Naprendszer kisbolygóövében található aszteroida. A LINEAR projekt keretében fedezték fel 2000. február 2-án.